# Evelina Valabrega
Evelina Valabrega (geboren 17. März 1907 in Turin; gestorben nach dem 3. August 1944) war eine italienische Hausfrau und Opfer des Holocaust. Sie wurde mit ihren vier Kindern, ihrer Mutter und ihrem Bruder nach Auschwitz deportiert. An ihr Schicksal und das ihrer Kinder erinnern in Italien mehrere Gedenksteine.

## Leben

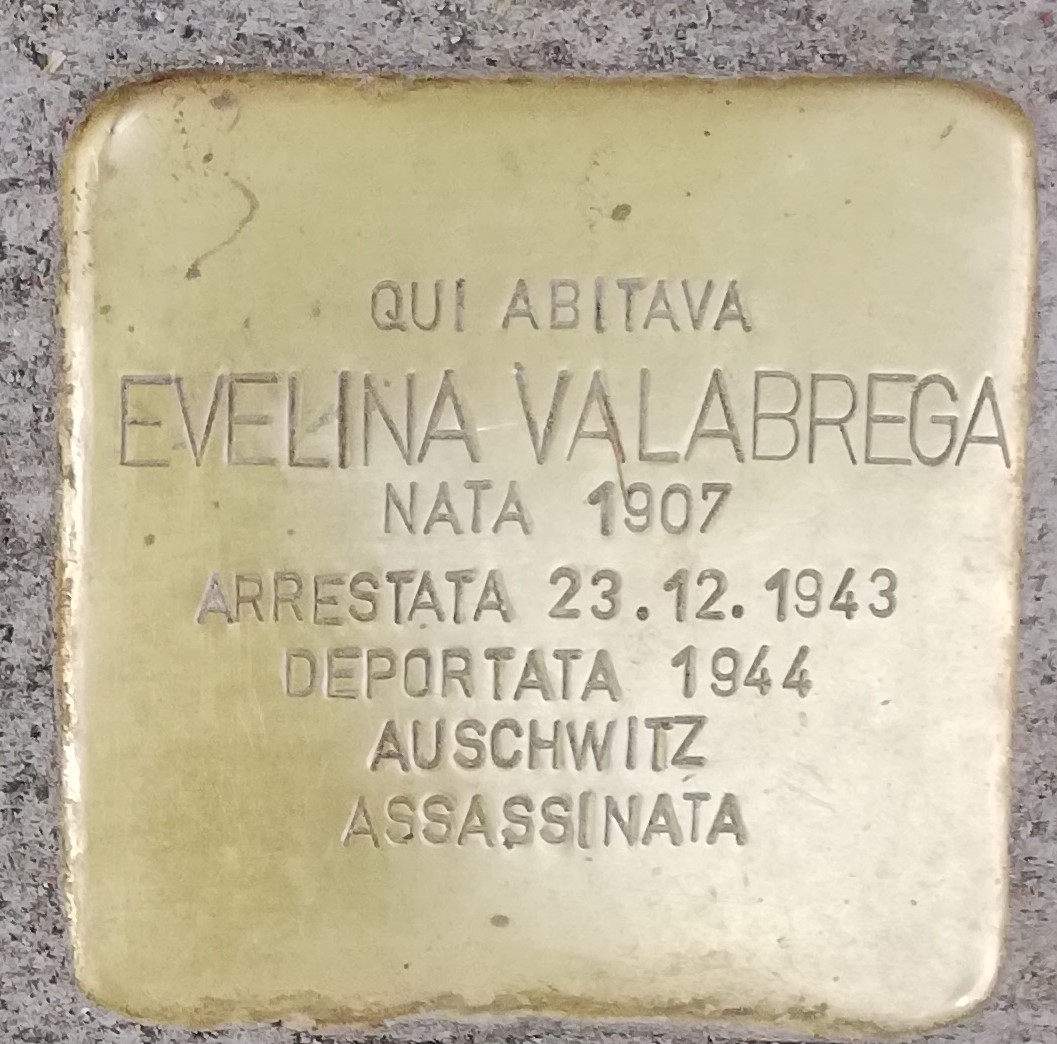
Der vor ihrem Wohnhaus in Turin 2023 verlegte Stolperstein

Evelina Valbrega war die Tochter von Pacifico Valabrega und Ida Moresco. Ihre Eltern gehörten der jüdischen Gemeinde von Turin an und hatten noch weitere sechs Kinder. Evelina Valabrega war mit Salvatore Jachia verheiratet. 1932 kam ihre erste Tochter Pasqua Jachia zur Welt. Es folgten 1934 der Sohn Anselmo, 1936 der zweite Sohn Ercole und 1937 die jüngste Tochter, Ida Jachia.
Die Familie lebte in ärmlichen Verhältnissen in einer Innenstadtwohnung in Turin. Um über die Runden zu kommen, arbeitete Evelina Valabrega stundenweise als Kellnerin. Umso schwerer traf sie der unerwartete Tod ihres zwei Jahre älteren Mannes, der im Februar 1942 nach mehrwöchigen Krankenhausaufenthalt an Herzversagen starb.
Nach dem 8. September 1943  und der deutschen Besetzung Italiens begann die systematische Verfolgung der jüdischen Bevölkerung in der von den Deutschen kontrollierten Gebieten. Bereits am 16. September 1943 wurde die ersten Juden in die NS-Konzentrationslager deportiert. Als am 30. November 1943 Guido Buffarini-Guidi, faschistischer Innenminister der Italienischen Sozialrepublik (italienisch Repubblica Sociale Italiano – RSI) die Polizeiverordnung Nr. 5 erließ, spitzte sich die Lage weiter zu. Laut der antisemitischen Verordnung mussten alle auf dem Gebiet der RSI lebende Juden in sogenannte Provinzkonzentrationslager überführt und ihr Besitz beschlagnahmt werden.
Wahrscheinlich bereits wenige Tage später flüchtete die Familie Valabrega aus Turin. Aus der von der EGELI aufgestellten Liste über den in der verlassenen Wohnung beschlagnahmten Besitz geht hervor, in welchen erbärmlichen Verhältnissen Evelina Valabrega mit ihren vier Kindern, ihrer Mutter und ihrem Bruder Umberto dort lebte. Laut der Aufzeichnungen befand sich unter dem zurückgelassenen Besitz ein Kinderwagen mit einem fehlenden Rad, kaputtes Geschirr und vergammeltes Mobiliar.
Auf ihrer Flucht stiegen Evelina Valabrega mit ihren Kindern, ihrer Mutter und ihrem Bruder Umberto sowie ihrer beiden Brüdern Anselmo und Guglielmo Valabrega und ihren Familien in den Zug nach Triest. Aus welchen Gründen sie nach Triest wollten, ist nicht bekannt. Nach einem alliierten Luftangriff musste der Zug außerplanmäßig bei Mailand halten. Während es ihrem Bruder Guglielmo und seiner Familie gelang, heil nach Turin zurückzukehren und bei Bekannten unterzutauchen, wurde ihr Bruder Anselmo in Mailand von den Deutschen verhaftet und in das San-Vittore-Gefängnis gesteckt. Anschließend wurde er über das Durchgangslager Fossoli nach Auschwitz und schließlich nach Mauthausen deportiert. Dort kam er am 20. November 1944 um.
Evelina Valabrega schlug sich mit ihren Kindern, ihrer Mutter und ihrem Bruder Umberto bis nach Montagnana durch. Sie erreichten den Ort bei Padua am 13. Dezember 1943. Die mittellose Familie fand Unterstützung bei der israelitischen Gemeinde von Padua, wie aus einem Schreiben des Bürgermeisters von Montagnana vom 15. Dezember an die Präfektur in Padua hervorgeht. Ihr neuer Aufenthaltsort blieb auch den Carabinieri nicht verborgen, die am 20. Dezember darüber die Quästur in Padua informierten. Drei Tage später wurden die sechs Flüchtigen von der faschistischen Guardia Nazionale Repubblicana verhaftet und in das für die Provinz Padua zuständige Provinzkonzentrationslager Vo’ Vecchio gebracht, das nach der Polizeiverordnung vom 30. November 1943 in einer Villa in Vo eingerichtet worden war. Dort verblieben sie bis zum Juli 1944.
Am 17. Juli 1944 fuhren deutsche Soldaten unter dem Kommando des Luftwaffenhauptmanns und zugleich Sicherheitsoffiziers des zuständigen Sicherheitskommandos in Este, Willy Lembcke, vor, beschlagnahmten den spärlichen Besitz der Inhaftierten und lösten das Lager auf. Die Deutschen beklagten die ihrer Ansicht nach zu lasche Bewachung des Lagers durch die Italiener und brachten Evelina Valbrega und die anderen Mitgefangenen in zwei Gefängnisse nach Padua.
Nach 48 Stunden in Padua wurden alle Inhaftierten des KZ Vo’ Vecchio am Abend des 19. Juli 1943 nach Triest in das KZ Risiera di San Sabba überführt. Die Überführung erfolgte durch die Deutschen, ohne die italienische Behörden in Kenntnis gesetzt zu haben. Auf Nachfrage der Italiener hin antwortete man, dass die Juden auf Befehl des Oberkommandos der SS in Italien verlegt worden seien. Nach ihrer Ankunft in San Sabba am 20. Juli verblieb Evelina Valabrega mit ihrer Familie elf Tage im Lager. Am Abend des 31. Juli wurde die gesamte Familie mit dem Transport Nr. 33T, nach anderen Quellen trug er die Nummer 66, nach Auschwitz-Birkenau deportiert. Unter den Deportierten befanden sich auch alle anderen Häftlinge aus dem KZ Vo’ Vecchio sowie eine weitere unbekannte Anzahl von Inhaftierten aus dem KZ Risiera di San Sabba, darunter auch eine größere Anzahl politischer Häftlinge.
Der Zug aus Triest langte am Abend des 3. August 1944 im Vernichtungslager Auschwitz-Birkenau an. Unklar ist, ob die Insassen noch am selben Abend durch die Selektion gingen. Nach einigen Zeitzeugen fand die Selektion durch den Lagerarzt Mengele erst am Morgen des 4. August statt. Während ihre Mutter und ihre vier Kinder nach der Selektion sofort in die Gaskammer geschickt wurden, ist das weitere Schicksal von Evelina und ihrem Bruder Umberto Valabrega nicht bekannt. Von den 47 Häftlingen des KZ Vo’ Vecchio überlebten nur drei den Holocaust. Evelina und Umberto Valabrega gehörten nicht dazu.

## Gedenken
Am 17. Juli 2001 wurde am Gebäude des ehemaligen KZ Vo’ Vecchio ein Gedenkstein mit den Namen aller Inhaftierten angebracht. Am Ort ihrer Verhaftung in Montagnara bei Padua erinnern seit dem 27. Januar 2021 mehrere Gedenksteine an sie und ihre vier Kinder. Gunter Demnig verlegte am 12. Januar 2023 einen Stolperstein vor ihrem Wohnhaus in der via Baretti 31 in Turin. Auch für ihre vier Kinder wurden an gleicher Stelle Stolpersteine verlegt. Im Februar 2023 fand im jüdischen Museum in Padua eine Konferenz über das Schicksal von Evelina Valabrega und ihrer vier Kinder statt.